# Manuela Ballester
Manuela Ballester Vilaseca (Valencia, 17 de noviembre de 1908-Berlín, 7 de noviembre de 1994) fue una artista española perteneciente a la Generación Valenciana de los Treinta. Es conocida por sus facetas de pintora, ilustradora, cartelista, escritora, editora y poeta; así como por su activa militancia política en el Partido Comunista de España (PCE). También formó parte de la Agrupación de Mujeres Antifascistas y fue miembro de la UEAP (Unión de Escritores y Artistas Proletarios) y de la Alianza de Intelectuales Antifascistas para la Defensa de la Cultura. Artísticamente, pertenece al Realismo español, inspirado en Velázquez, y a la llamada Generación Valenciana de los Treinta, con influencia de las corrientes vanguardistas y revolucionarias, cuyo artista más representativo es su marido Josep Renau.

## Biografía y obra

### España

#### Infancia
Manuela Ballester nació el 17 de noviembre de 1908 en Valencia, España. Su padre fue Antonio Ballester Aparicio, escultor imaginero y profesor de la Academia de Bellas Artes de San Carlos (Valencia). Su madre fue Rosa Vilaseca Oliver, modista. Es la segunda de los hermanos, después de Teresa (1907), luego nacería Antonio, Tonico (1910), que fue escultor y dibujante y las hermanas menores Rosa (1919) y Josefina (1925), que también se dedicaron al mundo artístico como grabadoras y pintoras.

#### Formación

##### Primeros pasos 1908-1922
Manuela abrió los ojos y creció dentro una familia inmersa en el arte, siendo influenciados en el taller de imaginería de su padre, situado en la calle Salvador, así como por todos los artistas que a ese taller acudían. Su hermano y hermanas también destacaron en las disciplinas artísticas, como Antonio (Tonico) Ballester (escultura) y sus hermanas Josefina, Rosita y Manuela, ya que durante su exilio en México, fundarán un taller de grabado, "Las Ballester".
```
"Mi padre era un 
Donatello
 (…), de allí me vino la afición, o la necesidad de hacer un trabajo"
.
[
4
]

"Una de las más caras aspiraciones de mi padre, quizás por reflejo de aquel afortunado 
Pedro Roldán
, padre de 
Luisa
, era que alguna de sus hijas aprendiéramos su oficio"
.
[
5
]
```

##### Escuela de Bellas Artes 1922-1928
En 1922, con tan sólo catorce años, ingresa en la Escuela de Bellas Artes de San Carlos de Valencia, matriculándose en la especialidad de pintura, cuando todavía la presencia de mujeres era escasa y excepcional. Allí se formó con los maestros Ferrer Calatayud, Isidoro Garnelo, Francisco Paredes, Gonzalo Salvá, Ricardo Verde y su propio padre.
Según Agramunt Lacruz, allí la joven alumna "despertó enseguida la curiosidad entre sus condiscípulos y profesores, los cuales advirtieron de inmediato su dominio del dibujo académico", y sus conocimientos técnicos larvados en su infancia en el taller paterno.
Durante sus estudios, entre los años 1922-1928, obtuvo un premio de retrato y con la cuantía económica, y siguiendo los consejos paternos, realizó un viaje a Madrid. Durante éste,  visitó el Museo del Prado, donde entró en contacto con las obras de los grandes pintores, descubriendo a Goya, El Greco y a Velázquez, a quien siempre consideró su maestro del retrato, estilo por el que se interesó desde el principio y que practicaría durante toda su vida, dibujando a sus allegados y familiares de manera desinteresada.
En la Escuela de Bellas Artes de San Carlos de Valencia, aunque al principio siguió más el arte de estilo clásico, poco a poco fue cambiando hacia otros estilos más juveniles que en estos años estaban apareciendo y cuajando y que estaban liderados por Josep Renau, que luego sería su pareja. Eran estilos contestatarios, de renovación plástica, conocidos como la Generación Valenciana de los Treinta. Dentro de este grupo se encontraban Francisco Carreño Prieto, Francisco Badía, José Sabina, Ricardo Rosso, Juan Renau Berenguer, María Labrandero, Rafael Pérez Contel y Tonico Ballester.
Este grupo de jóvenes artistas, estuvo muy influenciado por Marinetti y el Manifiesto Futurista, el socialismo ruso, el dadaísmo, el surrealismo, etc.

Artísticamente, durante su periodo de formación, se dedicó a la ilustración literaria, al diseño de figurines de moda y a la confección de carteles, participando también en diversas publicaciones, como en la revista valenciana La Semana Gráfica.
En 1928 se graduó en la Academia concluyendo así su etapa formativa. A diferencia de muchos de sus compañeros Manuela no se dedicó a la enseñanza profesionalmente.

#### Primeros trabajos 1928-1935, figuras e ilustraciones
Tras su graduación en la Academia de Bellas Artes de San Carlos, Manuela Ballester comenzó su andadura profesional realizando diversos trabajos de diseño de figurines de moda, tal vez por influencia materna, para las revistas Crónica y El Hogar y la moda, "La semana gráfica", editadas en Madrid y Valencia, respectivamente. En 1929 empezó también a colaborar con trabajos gráficos en la revista valenciana Estudios. 
Dichas colaboraciones se prolongan hasta 1937. Estudios se publicó por primera vez en Valencia en 1922 y fue una revista orientada intelectualmente hacia el anarquismo. En su parte gráfica tuvieron una importancia decisiva Manuel Monleón y Josep Renau.
El 20 de octubre de 1929 se publicó como portada de la revista Blanco y Negro un cartel diseñado por Manuela Ballester y presentado al concurso convocado por dicha revista, donde se puede apreciar la influencia del estilo art déco, que tanto gustaba a los ilustradores valencianos de estos momentos, así como el uso del aerógrafo en estos carteles, mérito que algunos especialistas otorgan a Renau.

#### Primeras exposiciones
En 1929 Manuela Ballester participó en la Exposición de Arte de Levante.  En el mes de marzo de 1931, en la Sala Blava, local adquirido por la Agrupación Valencianista Republicana, participa en la exposición colectiva de la vanguardia valenciana "Exposició: pintura, escultura, dibuix (1931)", en la que se reunieron obras de Manuela Ballester, Francisco Carreño, Josep Renau, Jiménez Cotanda y Enrique Climent, entre los pintores, y de Vicent Beltrán, Antonio Ballester, Pérez Contel, Francesc Badía y Ricard Boso, como escultores, además de dibujos de Renau, Salvador, Vivó, Francesc Badía, Pérez Contel y Antonio Ballester.  Muchos participantes en esta exposición fueron futuros integrantes de la UEAP (Unión de Escritores y Artistas Proletarios): Francisco Carreño, José Sabina, E. Cuñat, Jiménez Cotanda, Rafael Estellés, V. Beltrán, Rafael Pérez Contel, Francisco Badía, Ricard Roso y Salvador Vivó.
En 1932 Manuela toma parte en la Manifestación de Arte Novecentista, organizada por Manuel Abril en el Ateneo Mercantil de Valencia. También fueron participantes destacados Enrique Climent, Genaro Lahuerta, Pedro Sánchez y algunos integrantes de la Sociedad de Artistas Ibéricos,(SAI).

#### Conciencia Social
Las inquietudes de Manuela en esta época se reflejan en el manifiesto a propósito de la "Exposición de arte de Levante":
```
(...) Queremos sentir la emoción, no de la forma y el color, sino del alma, de la forma y del color. Queremos sensibilidad dinámica, humedad de sentimientos, calor de pasiones, locura de voluptuosidades. Este es nuestro medio ambiente, este es nuestro siglo, y esto, en fin, queremos que refleje nuestro arte. Sin ortografías ñoñas, sin cánones cómodos y decadentes, sin prejuicios cobardes. (…) El pasado ya fue, está detrás de nosotros y ya no nos pertenece. El futuro será, está entre nosotros, es nuestro y podemos moldearlo a nuestro sentir. Vayamos hacia él, y cuando nuestro hoy sea ayer, si nuestras obras no reflejan nuestra inquietud de ahora, si quedan inconsecuentes a las gentes de mañana, que sean destrozadas, quemadas, y que se aventen sus cenizas(...)
.
[
15
]
```

Los artistas e intelectuales de la Valencia introducían cada vez más contenidos sociales en sus respectivas actividades, iniciando así una trayectoria que se vio frenada tras acabar la guerra civil.  Se organizó por tanto, la llamada Exposición de arte novecentista (1932), que correspondía a la segunda presencia de la SAI durante la República. De esta forma, se fueron haciendo un nombre en el ámbito político y cultural valenciano. Como afirmó su hermano Antonio: Éramos un grupo de artistas, que no éramos proletarios; éramos de la clase más o menos liberal (…) Militábamos en el Partido Comunista y en la FUE, (Federación Universitaria Escolar) (…) Llevábamos exposiciones a los centros obreros, a los sindicatos, y organizábamos exposiciones nuestras en vez de las galerías, en sitios donde estaban los obreros. Ballester colaboró con la Revista Estudios, Orto, Nueva Cultura y dirigió la publicación femenina Pasionaria: Revista de las mujeres antifascistas de Valencia.

#### Familia
En septiembre de 1932, contrajo matrimonio con Josep Renau, a quien había conocido durante los estudios de ambos en la Academia de Bellas Artes de Valencia. El matrimonio tuvo cinco hijos: Ruy (nacido en Valencia el 17 de mayo de 1934), Julia (nacida en Valencia el 23 de marzo de 1937), Álvaro Totli (nacido en México D.F. en junio de 1940), Teresa (nacida en México D.F. en 1943) y Pablo (nacido en México D.F. en diciembre de 1946).

#### Ilustración de libros
En 1930, Ballester se alzó con el primer premio de portadas convocado por la Editorial Cenit para la edición española de la novela Babbitt, escrita en 1922, por el ganador del Premio Nobel de Literatura (1930) Sinclair Lewis. Al concurso se presentaron otros diseñadores gráficos de indudable talento como: Penagos, Ribas o el propio Josep Renau, entre otros. Este hecho fue recogido en muchos diarios y prensa de la época, como el Heraldo de Madrid, El Sol de Madrid, o La Semana Gráfica, de Valencia.  Siguió realizando ilustraciones para libros, como es el caso de la ilustración de La novela d´una novela de Francesc Almela i Vives, donde colaboró Josep Renau y que estaba ligada al incipiente nacionalismo valenciano. En ella se pueden observar unas ilustraciones algo naíf conectando con la vanguardia surrealista.  En 1931 realizó la portada y las ilustraciones interiores del cuento El castillo de la verdad, de Herminia zur Mühlen, publicado también por la Editorial Cénit.  En 1934 ilustró el cuento La perla que naixqué en lo fang, de Lleó Agulló Puchau, libro premiado en los LIV Jocs Florals de Lo Rat-Penat.

#### Estudios. Revista ecléctica
La publicación Estudios. Revista ecléctica, fue editada en Valencia entre los años 1928 y 1937. Se podría decir que es “una revista cultural anarquista por el pensamiento de sus creadores, pero ecléctica por la diversidad ideológica de sus autores y la originalidad de los temas tratados”. Sus contenidos abarcan desde la educación sexual, el arte, la ciencia, hasta la cultura en general. La parte gráfica, sobre todo de sus portadas, tuvo una especial mención, y originó una manera de creación en este ámbito que era muy reconocible. Manuela sólo diseñó una portada en esta revista, mostrando la relación de su obra con otros ilustradores contemporáneos como Manuel Monleón, Josep Renau o Helios Gómez.

#### Orto. Revista de documentación social. Revista de documentación social
Revista publicada en Valencia desde marzo de 1932 hasta enero de 1934, tuvo como redactor gráfico a Josep Renau, y en ella se trataban temas como la sanidad, la divulgación científica, aspectos críticos de la religión, el urbanismo, actualidad política, economía, sexualidad, arte, feminismo y luchas sociales entre otros.
Manuela colaboró en la realización de un fotomontaje, ocupando la totalidad de una página. También publicó otro fotomontaje político titulado “Las instituciones armadas cuidan de que no sea perturbada la tranquilidad de las “gentes de orden”.
Asimismo redactó un artículo que muestra a un tipo de colectivo especialmente reprimido y perseguido: el ejemplo de una mujer negra. Aquí se pone de manifiesto, además de la dificultad que ya de por sí tienen las mujeres de alcanzar voz propia, el tema del racismo, y anima al lector a exigir justicia contra ello.  Es una revista que se sigue editando en el siglo XXI.

#### Nueva Cultura. Información, crítica y orientación intelectual
Esta revista se editó en Valencia entre 1935 y 1937, revista mensual independiente de la UEAP y del Partido Comunista Español, fundada y dirigida por su marido con su ayuda. La revista presentó dos etapas claramente diferenciadas. En una primera etapa, publicó trece números entre enero de 1935 y julio de 1936, caracterizándose por su antifascismo y por un intento por organizar el Frente Popular de la cultura española, desarrollándose en sus páginas una de las polémicas más duras sobre el compromiso político del arte. La segunda etapa estuvo compuesta por ocho números, realizados entre marzo y septiembre de 1937. En este momento, y como órgano de la Alianza de Intelectuales Antifascistas en Defensa de la Cultura, constituida tras el levantamiento militar del 18 de julio de 1936, trató de desarrollar el frente revolucionario de la cultura española. Una de las novedades que presentó esta nueva aparición de la revista fue el abandono del uso mayoritario del castellano, a favor de la inclusión de artículos en valenciano, como clara defensa de las diferencias nacionalistas que el fascismo negaba. Durante el tiempo en que Nueva Cultura estuvo sin publicar, surgieron nuevas publicaciones que dependían directamente de las Ediciones de Nueva Cultura, como por ejemplo: el Manual del Miliciano, tres números especiales de Nueva Cultura para el campo, en los cuales, Manuela Ballester participó activamente tanto a nivel de ilustraciones como de textos, cuatro hojas de Nueva Cultura para los que luchan en el frente, aparte de diversos textos del propio Renau, de Francisco Carreño Prieto o de Gil-Albert.
Cabe destacar las críticas realizadas para el libro “Reparto de Tierras”, de César M. Arconada, y para el poema “Voz de la Tierra”, de Pla y Beltrán. También publicó un artículo, con el título Mujeres intelectuales, en el que critica un escrito aparecido en la revista Noreste, de Zaragoza. El artículo es una crítica ante la ausencia de compromiso político en la obra expuesta de las pintoras consideradas las más renovadoras del momento, como Ángeles Santos, Norah Borges, Rosario de Velasco y Marisa Pinazo. Manuela Ballester alude a la pérdida, por parte de estas pintoras, del llamado espíritu de mujer.
```
No pedimos nosotros ni pide el arte que el artista exprese sus emociones al dictado de tal o cual ideología. Pero sí que pide la Humanidad y exige el arte un mínimum de honradez y de dignidad del artista para consigo mismo. Una sinceridad que refleje en las obras las palpitaciones humanas; y en este caso, en que de mujeres artistas se trata, exige además la Naturaleza que la obra, además de viva y fecunda, sea un amargo grito maternal de protesta contra el dolor de la carne inocente o un imponente exigir paso a la vida”.
[
37
]
```

Otro trabajo importante fueron los tres suplementos de Nueva Cultura titulados Nueva Cultura para el campo, en el cual participó con fotomontajes e ilustraciones que acompañaban artículos sobre el trabajo de las mujeres en los campos, con llamamientos a las mujeres de los pueblos... Sus artículos fueron: El trabajo de la mujer en el campo; ¿Por qué y para qué constituir en los pueblos comités de mujeres antifascistas?  y Derecho a la tierra.
En sus trabajos, los dibujos realizados a tinta, tienen una gran intensidad, tratando de concienciar a los lectores, dándoles una visión realista a los acontecimientos que en este tiempo están sucediendo y animando a afrontar los inconvenientes. Un ejemplo es la ilustración que realizó Manuela Ballester para otorgar una potente visión de la Elegía a Aída Lafuente con la que el poeta Pascual Pla y Beltrán rindió homenaje a la militante comunista. En otro suplemento de Nueva Cultura para el campo, Manuela hizo un fotomontaje denunciando la falta de alimentos de los niños, acompañando un texto redactado por ella.
Entre sus aportaciones plásticas, las más escasas en este periodo, se pueden destacar los dos fotomontajes, aparecidos en el número 9 de la revista, que ilustraban la traducción de José Renau de El viejo inspector de la vida: cuento soviético, un episodio imaginario de la construcción del socialismo soviético contado por el anciano Tuta Temdachov.

#### Pasionaria: Revista de las Mujeres Antifascistas de Valencia
Como muchos compañeros de la Escuela de Bellas Artes de San Carlos de Valencia, Manuela Ballester se adscribió al Partido Comunista de España con la intención de crear una revolución social similar a la de la Unión Soviética.
Como militante activa del Partido Comunista y miembro destacado de la Alianza de Intelectuales para la Defensa de la Cultura, llevó a cabo una incesante labor en defensa de los derechos y reivindicaciones sociales de las mujeres. Decidió colaborar con la causa republicana en la lucha contra el fascismo, convirtiéndose, en el año 1936, en un miembro importante de la Agrupación de Mujeres Antifascistas de Valencia, colaborando además en diversas tareas del Ejército Popular.
En relación con este hecho, el 3 de octubre de 1936, las mujeres antifascistas de Valencia publicaron el primer número de la revista Pasionaria, convirtiéndose en fundadora y directora de la publicación Pasionaria: revista de las Mujeres Antifascistas de Valencia, que marcó una etapa de gran actividad para Manuela. Esta revista fue el órgano de expresión del Comité de Mujeres Antifascistas del Partido Comunista de Valencia. Dicho comité surgió como organización en el contexto de la mayor incorporación de la mujer a organizaciones y partidos políticos, sobre todo de izquierdas y sindicales, durante la Guerra Civil. Contó con la participación de mujeres republicanas y socialistas, pero bajo la hegemonía de las mujeres integrantes del Partido Comunista. Desde la revista hará llamamientos a que las mujeres tomen conciencia de sí mismas, de su situación, animándolas a sacudirse el lastre de los modelos patriarcales. No se sabe bien hasta qué año se siguió publicando, pero estuvo al cargo hasta su traslado a Barcelona.

### Guerra civil española. Exilio
En 1936 y con motivo de las elecciones, diseñó su primer cartel, animando a las mujeres a votar a favor del Frente Popular. El cartel muestra claramente los impedimentos a los que se enfrentaban las mujeres a la hora de decidir sobre el futuro del país. Se representa a la mujer como madre o matriarcal y de heroicidad abnegada, intentando ejercer su derecho al voto mientras que es agarrada por sus ropajes por una serie de personajes pertenecientes a los estratos más anquilosados de la sociedad: la derecha rancia y la iglesia, los cuales a su vez pisan un montón de cadáveres.
Después de ganar las elecciones el Frente Popular, los extremistas de derecha, fascistas, de todos los partidos de oposición empezaron a conspirar junto con el ejército contra el gobierno, y como resultado se produjo el alzamiento militar que desembocaría en la guerra civil. Según relata Agramunt Lacruz, "...el estallido de la Guerra civil frustró algunos de los proyectos artísticos en los que se encontraban trabajando el joven matrimonio –Renau y Manuela-, sin embargo, para Manuela Ballester fue una experiencia enriquecedora, en el sentido de que puso sobre el tapete dramáticamente, su radical desnudez, ciertos sentimientos íntimos y valores esenciales hasta entonces ocultos". Decidió colaborar con la causa republicana en la lucha contra el fascismo, convirtiéndose, en el año 1936, en un miembro importante de la Agrupación de Mujeres Antifascistas de Valencia, colaborando además en diversas tareas del Ejército Popular.

#### Compromiso social durante la Guerra Civil. Escuela femenina Lina Odena, 1936 - 1937
En septiembre de 1937, Renau fue nombrado Director General de Bellas Artes del Ministeri d’Instrucció Pública y con ayuda de Manuela organizó el Pabellón Español en la Exposición Internacional de las Artes y las Técnicas de la Vida Moderna de París y en la selección de artistas que participaron en él, que los mantuvo ocupados gran parte del año.
Durante el conflicto y después de un conato de sublevación entre los campesinos, Manuela se dedicó a dar mítines por los pueblos concienciando a las mujeres del gran papel que jugaban en la retaguardia, especialmente, en el campo. Por otro lado, colaboró también en diferentes tareas del Ejército Popular. Por lo tanto, no solo trabajó como artista sino que influenciada por Renau, acabó dedicándose también a la política. También participó como oyente en la organización del II Congreso de Escritores para la defensa de la Cultura (Valencia, 1937), del que se vería, publicado el libro sobre El II Congreso Internacional de Escritores Antifascistas, patrocinado por el Ateneo de Valencia. Juan Gil-Albert y José Renau colaboraron como testigos, comentaristas y máximos impulsores del congreso. Allí Manuela conoció, entre otros mexicanos, al museólogo Fernando Gamboa y Octavio Paz, miembros de la LEAR (Liga de Escritores y Artistas Revolucionarios).
También impartió clases en la Escuela Femenina Lina Odena, en la calle Paz n.º 5 de Valencia. Creada el 17 de enero de 1937 por la Sección Femenina del Partido Comunista, tenía por objetivo la instrucción de mujeres analfabetas. Se enseñaba en ella «Lectura, Escritura, Aritmética, Geografía, Gramática, Dibujo y Corte y Confección». En esta escuela asistieron mujeres de todas las tendencias: anarquistas, sindicalistas, comunistas, socialistas y sin disposición ideológica. 
A partir del 1938 realizó dibujos antifascistas en el diario La Verdad, instrumento de comunicación de la Unificación Comunista Socialista, dirigido por Max Aub y Josep Renau.

#### Traslado a Barcelona, 1938
Durante 1938, la familia se trasladó a vivir a Barcelona, donde ya lo había hecho anteriormente el Gobierno de la República en noviembre de 1937 desde Valencia, quizás por un nuevo cargo de su marido.  Allí trabajó hasta febrero de 1939 como dibujante de la Sección de Prensa y Propaganda del Comisariado General del Ejército de Tierra, del que Renau había sido nombrado director de Propaganda. En el concurso organizado por el Ministerio de Defensa Nacional recibió el primer premio por trabajo en el diseño de una Medalla del Valor, aunque como ella misma ironizó, «no se llegó ni a fundir la medalla».
En 1939, cuando se dio por finalizada la guerra civil, la familia estaba aún en Barcelona y decidieron marchar a Francia, quedando un tiempo el marido, Jean Renau, en Barcelona por sus obligaciones. Éste, a finales del 1939, estuvo a punto de ser detenido por el ejército franquista y ser juzgado y fusilado.

### Exilio
Desde Barcelona, Ballester logró cruzar la frontera un mes antes que su marido, con Julieta en brazos, Ruy caminando y acompañada de su madre Rosa Vilaseca, su cuñada Elisa Piqueras y sus hermanas Rosa y Josefina. El viaje fue arduo, pues iban solas y desconocían el camino. Se quedaron pronto sin alimentos y se perdieron. De noche, en los Pirineos, se encontraron unos hombres que les invitaron a acercarse a su hoguera:

```
"Jo em vaig interesar aleshores per saber qui eren aqueixos homes, fins que ens van confessar que eren pròfugs. Llavors els vaig demanar que ens portaren a l’altre banda. Tot i que es van resistir emvaig agafar a un d’ells i li vaig dir que no el soltava fins que no ens conduís al país veí. Així és que amb uns pròfugs van a rribar al poble fronterer de Le Bolou"
.
[
58
]
```

Una vez en Le Boulou, un pueblo fronterizo de los Pirineos Orientales, partieron a Le Mans y luego a Toulouse. Allí los auxilió, como a tantos intelectuales, Picasso. 
Manuela Ballester recuerda el impacto que le causó Francia al llegar: 
```
"El espectáculo dramático de mujeres clamando por sus hijos perdidos o muertos durante el éxodo era impresionante. Las colas inmensas de refugiados".
```

Después de la última misión de Renau en tierras españolas, este cruzó la frontera por Le Portús. Fue internado en Argelès-sur Mer, cerca de la frontera española, en un campo de concentración para militares, donde se reencontró con sus dos hermanos. Un mes después, Miss Palmer logró sacarlo del campo con un visado expedido de Estados Unidos y Renau pudo reunirse con su familia en Toulouse.
Renau se planteó quedarse en Francia, alternativa que le ofrecía el Partido Comunista, o escoger un lugar de exilio como la Unión Soviética, también EE. UU., para el que tenía visado de entrada, y México, por invitación oficial. El cartelista escribió que "su vocación por la pintura mural y su encuentro con Siqueiros fueron definitivos en su decisión". En abril de 1939, se formó la Junta de Cultura Española como iniciativa de la embajada mexicana en París integrada por diecinueve intelectuales españoles republicanos, entre los cuales estaba Josep Renau, que asesorarían a las autoridades mexicanas sobre los exiliados españoles para que se instalaran en su país sin restricción. Fue entonces, cuando Manuela Ballester y Josep Renau se embarcaron hacia América junto con sus dos hijos Ruy y Julia, su madre Rosa Vilaseca , y sus dos hermanas Rosa y Josefina Ballester.
Cruzaron el Atlántico a bordo del vapor holandés Vendamm II, de la Holland America, donde viajaban también intelectuales como Josep Carner, Eduardo Ugarte, Miguel Prieto Anguita, Antonio y Teresa Rodríguez Luna, Paulino Masip,... entre otros. Salieron de Francia por el puerto de Saint-Nazaire el 6 de mayo de 1939 y llegaron a Nueva York el 17 de mayo. Después de pasar unos días en Manhattan y en Saint Louis, siguieron su viaje en autobús hasta cruzar el río Bravo, frontera México-Estados Unidos, por la ciudad mexicana de Laredo.

### México 1939-1959
En México, los artistas mexicanos fueron los primeros que ayudaron y dieron trabajo a sus compañeros españoles. El Servicio de Evacuación de Refugiados Españoles,(SERE), ayudó a la familia Renau-Ballester a establecerse y adaptarse. Primero alojó a la familia en el Hotel Regis y luego les facilitó una casa para toda la familia.  Manuela consiguió trabajo como ilustradora de calendarios para la imprenta Galas. Su primer trabajo fue para Santiago Galas, emigrante español y propietario de la imprenta, quien le encargó una imagen de Santiago Apóstol para su casa.
El conjunto de exiliados del levante rompía bastante con el patrón, modelo, de la mujer exiliada en cuanto a sus posibilidades, pudiendo trabajar en casa o en un trabajo remunerado e incluso, manteniendo una actividad política.  Manuela Ballester, junto a sus hermanas, trabajó en la empresa familiar que dirigía Josep Renau: Estudio-Imagen. Publicidad Plástica, fundada en México D.F. en la avenida Coyoachán, a principios de los cuarenta. De este estudio salieron centenares de carteles para el cine, publicidad comercial y propaganda política electoral.

#### Familia en México
Pronto nacería Totli, en 1940, Teresa, en mayo del 1943, y el quinto y último hijo de la pareja, Pablo en diciembre de 1946. El hecho de que tres de sus hijos hubiesen nacido en tierras mexicanas y que los mayores fuesen muy pequeños cuando abandonaron su ciudad natal, facilitó la integración y adaptación de la familia. Su hijo Ruy explicó a Forment que en casa siempre hablaron valenciano. El matrimonio quería que a pesar de vivir lejos de la tierra natal de sus padres, abuelos y demás familiares, sus hijos conservasen el legado lingüístico y cultural de sus padres. A pesar de que Ballester y Renau nunca se sintieron del todo mexicanos, sus hijos eran auténticos criollos.
En México, vivían en un caserón enorme, antiguo convento de monjas, donde tenían también el estudio. Su hija Teresa recuerda que por la casa pasaron muchas personas, gente que huía de España, del franquismo y a quienes la familia siempre acogía y ayudaba. Muchos de ellos , recuerdan a la madre de los Ballester con nostalgia, matriarca de la familia que se encargaba de cocinar para todos, incluso para aquellos artistas e intelectuales y amigos que venían con frecuencia a visitarlos.  Años más tarde, Ballester confesó que la carrera artística de Renau y la suya, desde que se casaron hasta que se separaron en 1962, fue posible gracias a su madre, que siempre los apoyó y ayudó en todas las tareas familiares y del hogar.
```
"Estando en México vivíamos prácticamente todos alrededor de la Yaya, la madre de tu abuela Teresa, y era una casa y ambiente de luz de alegría y donde todo el que llegaba comía un arroçet de la yaya. Yo así lo recuerdo. Allí estaban los Gaos , los Renau, los Buñuel, los Del Toro, los Gay, los....todos querían mucho a nuestra familia y se llegó a decir que la yaya era La Yaya De México. Rosa Vilaseca como se llamaba (madre de Manuela) fue una mujer extraordinaria pero muy sencilla y modesta."
[
67
]
```

Sus hermanas, Rosa y Josefina Ballester se definieron en México como grabadoras siguiendo el linaje familiar. Ambas trabajaban en el famoso Taller-Escuela de Grabado Las Ballester, que fue un punto de confluencia artística de los setenta. Actuaba como una escuela , pues además de ser el lugar donde se realizaban obras que luego serían comercializadas por todo el país y en el extranjero, también se impartían clases de grabado. Muchas de las obras que se producían se vendían en el Bazaar Sábado, donde cada fin de semana se acercaban turistas, curiosos y amantes del arte. En la casa recibieron visitas como las de León Felipe o del doctor Negrín. 

### Murales, ilustraciones, México 1939-1959
La pareja vivió en el continente americano durante el apogeo del movimiento muralista mexicano, que perduraría hasta su partida a Berlín, a finales de 1959.
 Como expresaban en sus manifiestos, los muralistas defendían un arte popular pensado para estar al servicio del pueblo, cercano a la realidad tanto por su temática como por el soporte y la técnica empleada: Repudiamos la pintura llamada de caballete y todo arte de cenáculo ultra intelectual por aristocrático y exaltamos las manifestaciones del arte monumental por ser de utilidad pública. David Alfaros Siqueiros, que conoció a Renau en Valencia, le propuso que trabajaran juntos en la realización del mural Retrato de la Burguesía, encargo del Sindicato de Electricistas de México, pues sabía que Renau dominaba las técnicas del fotomontaje y el aerógrafo, y que tenía conocimientos de fotografía. Manuela colaboró como ayudante del colectivo.
Sin embargo, el mural fue interrumpido por el asesinato de Trotski en el que se vieron envueltos Siqueiros y otros colaboradores que trabajaban en el mural. El 22 de junio de 1940, la dirección del Sindicato Mexicano de Electricistas envió a Renau una carta donde lo instaban a terminar el mural. Fue entonces cuando se incorporó al trabajo que había que habían encomendado a su marido, ayudándolo a culminar la obra y aprendiendo de su técnica. 
Por otro lado, Manuela seguía trabajando en su ilustraciones y otros géneros y llevando la familia. Así, en 1945 ilustró la cubierta del ensayo de Pierre de Bourdeille, señor de Brantôme, Vidas de las damas galantes, editado por Centauro. Dos años más tarde, ilustró el cuento Fracaso de su hermana Rosa Ballester en el número 4 del 29 de marzo de la revista literaria Las Españas. En esa misma revista, ilustró el entremés de Miguel de Cervantes Los habladores, publicado en el número 5 del 29 de julio para conmemorar el cuarto centenario del nacimiento del escritor.
El trabajo del Hotel Mocambo en Veracruz, 1948-1950, en su momento, contó con dos paneles decorativos que pintará Manuela Ballester, "Son jarocho" y "Baile "caribeño", de los que se desconoce el paradero actual. En 1948, toda la familia se trasladó de México DF a Cuernavaca, donde Renau, con ayuda de Manuela, y con la participación esporádica del hijo mayor de ambos, Ruy, trabajarán en el mural que le habían pedido para el Hotel Casino de la Selva de Cuernavaca, España hacía América (1945-50). Fue encargado por Manuel Suárez, antiguo emigrante español, que quería una interpretación diferente de los españoles llegados a tierras americanas que contraste con la visión planteada en los murales de Diego Rivera, en su mural de la Casa de Cortés, también en Cuernavaca y del estilo de Siqueiros.

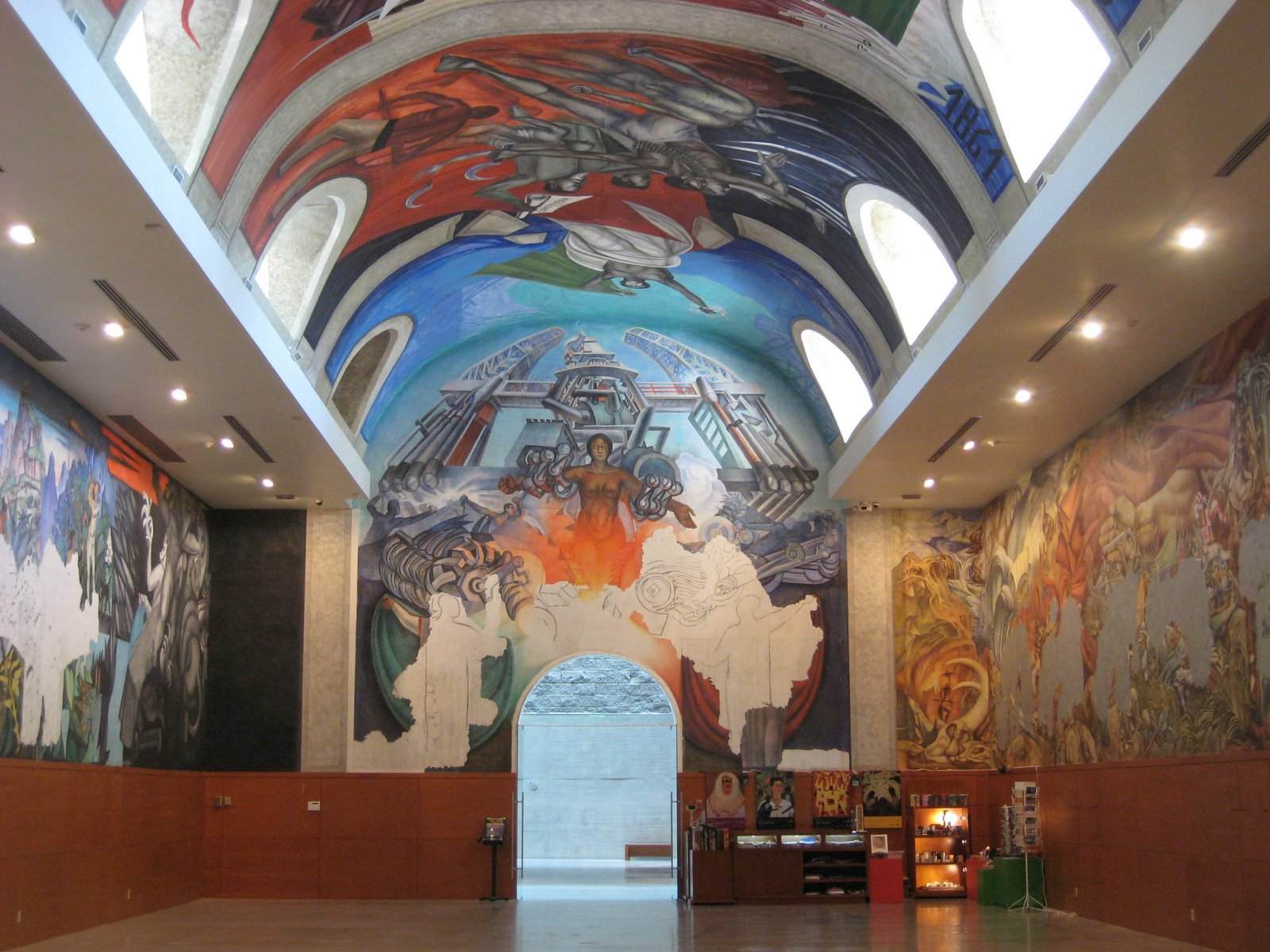
Mural España hacia América, 1945

Tras cinco años trabajando en el mural, quizás por los desacuerdos de criterios con Siqueiros y Diego Rivera, por la interpretación del mural, unos proindígena y Reanau proespañol, decide dejar de pintar, abandona el hotel y vuelve a México DF.
En la vivienda donde se instalaron, permanecieron hasta que emigraron a Alemania. Era amplia y en ella vivían Manuela con su marido, los cinco hijos y sus hermanas Josefina y Rosa. Cerca de la vivienda tenían el taller familiar, que seguiría abierto hasta 1958. Estos trabajos les facilitaron el encargo de los paneles decorativos del restaurante del Hotel Lincoln de México DF, formado por quince paneles con temas románticos latinoamericanos.
Manuela siguió colaborando con su marido, pero a la vez continuó trabajando en la empresa familiar, con ilustraciones de revistas españolas del exilio como Las Españas, Independencia, Mujeres Españolas y Mujeres del mundo entero.  También colaboró en el periódico España Republicana, que se editaba en Cuba. En sus ilustraciones en Mujeres Españolas, figuran los retratos a tinta de "María Pacheco", esposa de Juan Padilla, o Nguyễn Thị Bình, defensora de la liberación y unificación de Vietnam o artículos como La escultora Luisa Roldán.  En la colección Eros, de la Editorial Leyenda, ilustró entre otras novelas La dama de las camelias, de Alejandro Dumas en 1944.

#### Exposiciones, Carteles, Premios, México
Manuela siguió pintando retratos, naturalezas muertas y paisajes, manteniendo un estilo maduro que ya traía de España y que se había forjado en los años anteriores a la emigración a México, teniendo menos influencias que otros pintores del arte mexicano. Participó en exposiciones colectivas como la realizada en la Casa de la Cultura Española en 1940, llamada Pintura en el destierro. También en el Museo Nacional de Bellas Artes en 1942 y en el Salón de México en 1943. En 1952 lo hizo en la I Exposición Conjunta de Artistas Plásticos Mexicanos y Españoles Residentes en México, que se celebró en La Flor del Bosque de Chapultepec.  En 1954 en la Exposición colectiva en el Círculo de Bellas Artes de México y en 1956 en la I Exposición Conjunta de Artistas Españoles. También expuso en la de Artistas Valencianos en la Casa Regional Valenciana de México de 1959. 
Sus obras pictóricas eran realistas, con temas sencillos, pero con sensibilidad, concretándose en retratos de familiares, amigos y otros exiliados, como Mi hijo Ruy, Julieta, Rosita, Totli, Teresa, Pablo y la Yaya, Ana Martínez Iborra, Lázaro Cárdenas, etc. paisajes como Cuernavaca, considerado como uno de sus cuadros más importantes, y bodegones.  Manuel García dijo esto sobre sus retratos:
```
"En sus retratos no hay ninguna idealización, pero sí una expresividad intensa y nada convencional, que correspondía al afán de autenticidad e introspección psicológica. Respetaba la intimidad del modelo, copiando fielmente la realidad, sin interferir en ella. Dejaba ya no que aflorase la interioridad, sino que fuera esta la que modelase el gesto y la figura"
.
[
75
]
```

Se dedicó en estos años a la alfabetización de las criadas indígenas que trabajaban en su casa. Imbuida por el ambiente de su nueva patria de acogida también realizó una serie de grabados y dibujos sobre el traje nacional mexicano. Era una forma de estudiar el arte, la vida y las formas culturales del país de acogida. Ballester realizó un ensayo sobre la forma de vestir de los pueblos indígenas mexicanos. Para ello, recuperó piezas de ropa típica mexicana, llegando incluso a reproducir ella misma algunas vestimentas. En palabras de Agramunt, "Manuela no inventó nada. Si algo propio y personal había en sus dibujos, era la cariñosa emoción con que escrutó al pueblo mexicano, llevada de su gratitud por todo lo bueno y lo bello que le había dado".
Mantuvo su actividad también como cartelista, que no quedó olvidada, como lo demuestra que en 1954 consiguiera el segundo premio del concurso organizado por el Club Rotario de México por su cartel con destino a la Campaña Pro Desayuno Escolar. En 1956, consiguió el Primer Premio en el Concurso Nacional de Carteles para conmemorar el Primer Centenario de la introducción de los Sellos de correos en México.

### República Democrática Alemana (RDA) 1959-1994
En el verano de 1959 y siguiendo a Renau que se había marchado antes, Manuela se trasladó con los hijos pequeños, Teresa y Pablo, a Berlín Oriental, dejando en México a los mayores. Su marido estaba ingresado en el Hospital de Berlín por una úlcera. Este cambio le supuso un cambio radical en su trayectoria vital y profesional.
En la República Democrática Alemana (RDA) el contraste con México era muy fuerte, «Allò era molt trist. Era un altre món», afirmó en una entrevista con el crítico Manuel García, a pesar de que el gobierno de la RDA se portó muy bien con ellos, poniendo a sus disposición una magnífica vivienda. Sin embargo, su contacto y relación con México se mantuvo.
En 1962 Manuela decidió divorciarse de Josep Renau, marchándose a un apartamento del centro de Berlín, junto a su hija Teresa, quedando Pablo con el padre.  Un duro golpe para la artista, al poco de llegar a Berlín, fue el suicidio en Barcelona de su hija mayor Julieta, con la que la tenía una relación especial.

#### Familia Berlín
Desde su marcha a Berlín, la familia se dividió. Quedando unos en México y otros en Berlín. Ballester nunca volvió para afincarse en su tierra natal, ni siquiera tras la muerte del dictador y la finalización de la dictadura. Tenía muchas razones:

```
"D’una banda la pensió. D’altra la família. Tinc una part de la meua família, la meva filla Teresa i els meus néts, a Berlín i no vull deixar -los sols. Teresa es grafista. Il·lustra també llibres. Fa dibuixos per a llibres científics. Tinc néts dispersos per Alemanya, Espanya i Mèxic"
.
[
79
]
```

El 11 de octubre de 1982 murió Renau.  Ballester, respetando su voluntad donó su archivo, biblioteca y hemeroteca a la Fundación Josep Renau de Valencia. Asimismo, el trabajo que realizó en México sobre el traje popular mexicano lo donó al Museu Nacional de Ceràmica i Arts Sumptuàries “González Marti” de Valencia y una pequeña parte de sus cuadros al Museu Popular d’Art Contemporani de Vilafamés, Castellón.
Falleció en Berlín el 7 de noviembre de 1994.

#### Trabajos Artísticos RDA 1959-1994, Exposiciones
Con su experiencia en fotomontajes, ilustración, etc. trabajó en revistas y editoriales alemanas, incluso dirigió y colaboró en una revista de moda, del librero español Siles. Gracias a esto y a su trabajo como lectora de español para la empresa Intertext, no tuvo que depender económica ni profesionalmente de su marido, además de mejorar el español.
En Berlín fue contratada por la ADN (Allgemeiner Deutscher Nachrichtendienst: Agencia Nacional de Noticias Alemana) para la realización de una serie de fotomontajes y dibujos. Sin embargo, continuó vinculada a México e Hispanoamérica, participando en concursos y colaborando en varias publicaciones, como el artículo "México. Colores, contrastes y costumbres", o participando en concursos organizados por la Casa Regional Valenciana en México, para anunciar las fallas, donde ganó en 1962 el primer premio y en 1964 el segundo. También y desde Berlín colaboró con la revista España Republicana, el periódico del Partido Comunista Español en el exilio, que se editaba en Cuba, con la ilustración del artículo "Paros, huelgas, plantes, manifestaciones y protestas Canarias, Asturias, Cataluña, Madrid y Sevilla".
Por otro lado, colaboró en otras publicaciones como Mujeres del Mundo Entero, editada en la Unión Soviética; en el periódico mexicano España Popular, en 1966, publicó el dibujo “Campesinos de Almería” en la portada del número 966.
Al mismo tiempo continuó con sus trabajos de pintura, reflejándose los cambios en su estilo por la influencia del formalismo de este periodo en la RDA y al que debían adaptar las pautas marcadas los artistas que allí vivían. Aunque para ella fueron trabajos más escasos. Los colores que tanto había utilizado en su etapa mexicana con obras que desprendían una gran vitalidad, serán ahora sustituidos por tonos grises y opacos, y una sensación de frialdad y de desamparo en sus pinturas.
Su trabajo y conocimiento de lo que había aprendido de la cultura en México fueron mejor valorados, y pudo llevar a cabo bastantes exposiciones en los últimos años de su vida.
Otras exposiciones en las que participó fuera de Berlín, fueron: la "Mostra d’Arte Contemporánea de Milán", en solidaridad con España (1972); la exposición "Mujeres en la plástica", en el Palacio de Bellas Artes de México, Pintores y Escultores Republicanos Españoles en la galería Mercedes y Jordi Gironella en México (1975); la Exposición del "Movimiento de Solidaridad con los Pueblos de España", en el Ateneo Español de México (1976 -78).
Asimismo, sus hermanas Rosa y Josefina expusieron en más de una ocasión las obras de su hermana en el Taller-Escuela de Grabado Las Ballester.

### Exposiciones en España
En los últimos años de su vida es cuando sus trabajos se empezaron a exponer en su tierra natal. Así en 1973, participó en una exposición colectiva en la Galería Punto de Valencia. Después, en 1980, el Ayuntamiento de Torrent expuso sus obras. En junio de 1981 colaboró con dos retratos en la exposición "L’avantguarda artística valenciana dels anys trenta", organizada por el Ayuntamiento de Valencia; en diciembre de 1983 participó en la exposición "El exilio español en México", celebrada en el Palacio de Velázquez de Madrid.
En abril de 1988 participó en la exposición "Homenatge a les víctimes del franquisme i als illuitadors per la lliberta", celebrada en el Salón de las Columnas de la Lonja de Valencia y que realizó un posterior recorrido por diversas ciudades españolas.
En 1995 se llevó a cabo una exposición homenaje, recogiendo un centenar de pinturas, dibujos, grabados, carteles ...de distintos periodos, organizada por L’Institut Valencià de la Dona.
Del 1 de abril al 28 de junio de 2015, fue la exposición "Manuela Ballester en el exilio. El traje popular mexicano", del Museo Nacional de Cerámica González Martí, Valencia.
Del 27 de abril al 26 de septiembre de 2016 se celebró la exposición "Campo cerrado. Arte y poder en la posguerra española, 1939-1953", en la que se expusieron obras suyas. 

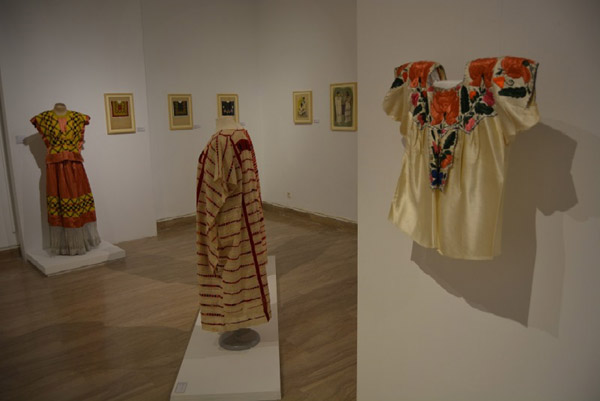
Imagen Exposición: El traje popular mexicano

## Documental y reconocimiento
- El reconocimiento vino, principalmente, desde los antiguos compañeros y condiscípulos que organizaron en la Galería Estil una exposición retrospectiva de su obra, donde se podía apreciar la evolución de su obra tras la partida a Berlín.[90]
- En 2008 se le dedicó el documental "Manuela Ballester, el llanto airado", con guion y dirección de Giovana Ribes, y bajo iniciativa de la asociación valenciana Dones en Art con motivo del III Festival Octubre Dones, dedicado a ella.[91]
- En 2019 formó parte de la exposición colectiva que el Museo ABC dedicó a ilustradoras españolas con el título, Dibujantas, pioneras de la ilustración.[92]

## Textos y escritos
En sus escritos se muestra como una defensora de los derechos de las mujeres. Hizo crítica de libros, de política y de poesía. Reivindicó el papel de la mujer en la sociedad y fomentó su formación. Sus textos son muchas veces la voz del mundo rural, de los campesinos que nadie escucha y entiende. Ella misma escribió en el n.º 3 de Nueva Cultura en 1937 un pequeño relato sobre los padecimientos de los campesinos valencianos, que vieron una y otra vez como les arrebataban sus tierras.

## Obras

### Artículos
- Ballester Vilaseca, Manuela, “César M. Arconada. Reparto de tierras (Crítica de libros)”, en Nueva Cultura, Valencia, Año I, núm. 3, marzo de 1935, p. 4
- Ballester Vilaseca, Manuela,: “Una madre en defensa de sus hijos”, en Orto: revista de documentación.n.° 8, 1931.
- Ballester Vilaseca, Manuela, “Mujeres intelectuales (Notas)”, en Nueva Cultura, Valencia, Año I, núm. 5, junio-julio de 1935, p. 15
- Ballester Vilaseca, Manuela, “Pla y Beltrán: Voz de la tierra (Crítica de libros)”, en Nueva Cultura, Valencia, Año I, núm. 6, agosto-septiembre de 1935, p. 15
- Ballester Vilaseca, Manuela,: “El trabajo de la mujer en el campo”, en Nueva Cultura. Información crítica y orientación intelectual, suplemento de Nueva Cultura para el campo, Valencia, nº 1,1936, p. 4.
- Ballester Vilaseca, Manuela,: “¿Por qué y para qué constituir en los pueblos comités de mujeres antifascistas?”, en Nueva Cultura. Información crítica y orientación intelectual. Suplemento de Nueva Culturapara el campo, Valencia, nº 2, 31 de diciembre de 1936, p. 2.
- Ballester Vilaseca, Manuela, (ed.), Pasionaria, Valencia, núm. 1, 1937
- Ballester Vilaseca, Manuela,. “Derecho a la tierra”, en Nueva Cultura. Información crítica y orientación intelectual, suplemento de Nueva Cultura para el campo, Valencia, nº 3, 31 de enero de 1937, p. 6.
- Ballester Vilaseca, Manuela, “La escultora Luisa Roldán”, en Mujeres Españolas, Boletín de la Unión de Mujeres Antifascistas Españolas en México, n.° 22, octubre 1954, p.11.
- Ballester Vilaseca, Manuela, “México, colores, contrastes y costumbres”, en Mujeres del Mundo Entero, Berlín (RDA), núm. 2, 1961, p. 23-26.
- Ballester Vilaseca, Manuela,:“Pena por un cartel”, La Vanguardia, (edición de 16 de junio, sección Cartas de los Lectores), p. 9.

### Poesía
- Ballester Vilaseca, Manuela, Cosas, México, 1981.

## Ilustraciones
- Revista Blanco y Negro, Madrid, 20-10-1929, p. 1, portada de Manuela Ballester
- Agullo Puchau, Lleó: La perla que naixqué en lo fang, Valencia, Imprenta Josep Melià, 1934, Portada e ilustraciones interiores de Manuela Ballester
- Almela I Vives, Francesc, La novela d’una novela, Valencia, Nostra Novel•la, 1930, Ilustraciones de Manuela Ballester
- "El viejo inspector de la vida: cuento soviético", Traducción de José Renau, Dibujos de Manuela Ballester, en Nueva Cultura, Valencia, núm. 9, diciembre de 1935, pp. 10-12
- Casas Ballester, Marina: Manuela Ballester, alma viva. Retrato de una artista olvidada., Curso 2016-2017 Facultat d'Humanitats, Universitat Pompeu Fabra,
- De La Fuente García, Mercedes, Valencianas célebres y no tanto, "Manuela Ballester, pintora y grafista de vanguardia", p, 175. Valencia, 2009
- Dumas, Alejandro, La Dama de las camelias, México, Editorial Leyenda, Obras maestras de la literatura amorosa, 1944, Traducción de Enrique Díez-Canedo, Ilustraciones de Ballester Vilaseca, Manuela,
- Gaitán Salinas, Carmen, "Manuela Ballester en el exilio: el traje popular mexicano". Artículo publicado con motivo de la exposición presentada en el Museo Nacional de Artes Suntuarias González Martí. Valencia, 2015
- García García, Manuel, “Manuela Ballester. Encuentro con la pintora exiliada valenciana”, en Cartelera Turia, Valencia, núm. 840, 10-16 de marzo de 1980, Portada con dibujo de Manuela Ballester Vilaseca
- Lewis, Sinclair, Babbitt, Madrid, Editorial Cenit S.A., 1930, trad. del inglés y prólogo de José Robles Pazos, portada de Manuela Ballester
- Martínez Sancho, Cristina, "Compromiso Político y Social de Manuela Ballester. Vida y Obra hasta el Exilio (1908-1939)". Archivado el 17 de julio de 2019 en Wayback Machine.
- Mühlen, Herminia zur, El castillo de la verdad, Madrid, Editorial Cenit S.A., 1931, Colección Cuentos Cénit para niños, trad. de Eloy Benítez, portada e ilustraciones de Manuela Ballester
- Rodríguez Martín, Mª del Prado (Maroula), "Manuela Ballester, el eclipsamiento de una artista".[94]
- Rodríguez Martín, Mª del Prado (Maroula), "Que 20 años no es nada. La asignatura (todavía) pendiente de la recuperación de Manuela Ballester", en M Arte y Cultura Visual.[95]